# Verdienter Wasserwirtschaftler der Deutschen Demokratischen Republik
Verdienter Wasserwirtschaftler der Deutschen Demokratischen Republik war eine staatliche Auszeichnung  der Deutschen Demokratischen Republik (DDR), welche in Form eines Ehrentitels mit Urkunde und einer tragbaren Medaille verliehen wurde. 

## Beschreibung
Der 1979 gestiftete Titel konnte verliehen werden für hervorragende Leistungen bei der Lösung volkswirtschaftlicher Aufgaben der Wasserwirtschaft. Insbesondere besondere Verdienste und Initiativen im sozialistischen Wettbewerb. Ferner für ausgezeichnete Leistungen auf wissenschaftlich-technischen Gebiet und bei der sozialistischen Intensivierung und Rationalisierung. Im Übrigen auch für die vorbildliche Durchsetzung von Disziplin, Ordnung und Sicherheit sowie für langjährige verdienstvolle Tätigkeit in der Wasserwirtschaft. Zum Ehrentitel gehört eine Medaille nebst einer Prämie von 5000 Mark. Im Übrigen erfolgte die Verleihung des Ehrentitels durch den Minister für Umweltschutz und Wasserwirtschaft am Tag des Werktätigen der Wasserwirtschaft, welcher am dritten Sonnabend im Juni alljährlich stattfand.

## Medaille zum Ehrentitel
Die vergoldete Medaille mit einem Durchmessern von 30 mm zeigt auf ihrem Avers mittig die symbolische Darstellung einer Wasseraufbereitungsanlage vor einer Talsperre. Umschlossen wird dieses von der Umschrift: VERDIENTER WASSERWIRTSCHAFTLER oben sowie zweier gekreuzter Lorbeerzweige unten, die jeweils nach oben hin gebogen sind. Das Revers der Medaille zeigte dagegen das Staatswappen der DDR. Getragen wurden die Medaille an der linken oberen Brustseite an einer hellblau bezogenen Spange. In dessen Band sind beidseitig 3 mm breite dunkelblaue senkrechte Mittelstreifen eingewebt, die 3 mm vom Saum entfernt stehen. Die Interimsspange war von gleicher Beschaffenheit und zeigte die 10 mm große goldene aufgesetzte Miniatur des Avers der Medaille.